# 羅利斯鎮區 (明尼蘇達州馬歇爾縣)
羅利斯鎮區（英語：Rollis Township）是位於美國明尼蘇達州馬歇爾縣的一個行政鎮區。

## 歷史
羅利斯鎮區於1899年設立，得名自當地早期商人奧蒂斯·羅利斯（Otis Rollis）。

## 地方資料
羅利斯鎮區的面積為93.16平方千米，皆為陸地。根據2020年美國人口普查的數據，當地共有人口102人，而人口密度為每平方千米1.09人。